# Cloosberg
Der Cloosberg ist ein 2130 m hoher Berg an der Borchgrevink-Küste des ostantarktischen Viktorialands. In der Mountaineer Range ragt er nördlich bis nordwestlich des Kap Sibbald an der Westflanke des Aviator-Gletschers auf.
Wissenschaftler der deutschen Expedition GANOVEX III (1982–1983) nahmen seine Benennung vor. Namensgeber ist der deutsche Geologe Hans Cloos (1885–1951).